# جان استیروپ
جان استیروپ (انگلیسی: Jock Stirrup؛ زادهٔ ۴ دسامبر ۱۹۴۹) فرد نظامی اهل بریتانیا است. وی همچنین برندهٔ جوایزی همچون نشان بند جوراب و صلیب نیروی هوایی شده‌است.